# يان كيركباتريك (لاعب اتحاد الرغبي)
يان كيركباتريك (بالإنجليزية: Ian Kirkpatrick)‏ هو لاعب اتحاد الرغبي جنوب أفريقي، ولد في 25 يوليو 1930 في بلومفونتين في جنوب أفريقيا، وتوفي في 18 نوفمبر 2012 في سومرست ويست في جنوب أفريقيا.

## وصلات خارجية
- يان كيركباتريك عل موقع إسبنسكروم (الإنجليزية)